# Prix RFO du livre
Le prix RFO du livre est un prix littéraire remis  annuellement de 1995 à 2011 par RFO à un ouvrage francophone de fiction ayant un lien avec l'Outre-mer français ou les zones géographiques et géopolitiques environnantes.

## liste des ouvrages récompensés
- Mohammed Aïssaoui, L'Affaire de l'esclave Furcy : récit, Paris, Gallimard, 2010, 195 p. (ISBN 978-2-07-012867-9)[2]
- Yanick Lahens, La Couleur de l'aube, Paris, Sabine Wespieser, 2009, 218 p. (ISBN 978-2-84805-063-8)[3]
- Patrick Chamoiseau, Un dimanche au cachot : roman, Paris, Gallimard, 2008, 324 p. (ISBN 978-2-07-076515-7)[4]
- Fabienne Kanor, Humus, Paris, Gallimard, 2007, 246 p. (ISBN 978-2-07-078085-3 et 2-07-078085-6)[5]
- Ananda Devi, Ève de ses décombres : roman, Paris, Gallimard, 2006, 154 p. (ISBN 2-07-077618-2)[6]
- Alain Mabanckou, Verre cassé, Seuil, 2005 (ISBN 2-02-084953-4)[7]
- Gary Victor, Je sais quand Dieu vient se promener dans mon jardin : roman, La Roque-d'Anthéron, Vents d'ailleurs, 2004, 189 p. (ISBN 2-911412-26-5)[8]
- Nathacha Appanah, Les Rochers de Poudre d'or : roman, Paris, Gallimard, 2003, 161 p. (ISBN 2-07-076724-8)[8]
- Dany Laferrière, Cette grenade dans la main du jeune nègre est-elle une arme ou un fruit ? : roman, Monaco/Paris, Le Serpent à plumes, 2002, 436 p. (ISBN 2-84261-449-6)[8]
- Anouar Benmalek, L'Enfant du peuple ancien : roman, Paris, Pauvert, 2001, 317 p. (ISBN 2-253-15432-6)[8]
- Roland Brival, Biguine Blues : roman, Paris, Phébus, 2000, 188 p. (ISBN 2-85940-581-X)[8]
- Louis-Philippe Dalembert, L'Autre face de la mer : roman, Monaco/Paris, Stock, 1999, 222 p. (ISBN 2-7538-0014-6)[9]
- Raphaël Confiant, Le Meurtre du Samedi-Gloria, Paris, Mercure de France, 1998, 318 p. (ISBN 2-07-041072-2)[10]
- Ernest Pépin, Tambour-Babel : roman, Paris, Gallimard, 1997, 235 p. (ISBN 2-07-074411-6)[11]
- Gisèle Pineau, L'Espérance-macadam, Paris, Stock, 1996, 218 p. (ISBN 2-911207-54-8)[12]
- Nelly Schmidt, Victor Schœlcher, Paris, Fayard, 1995, 379 p. (ISBN 2-7068-1190-0)[13]